# Pan de molde

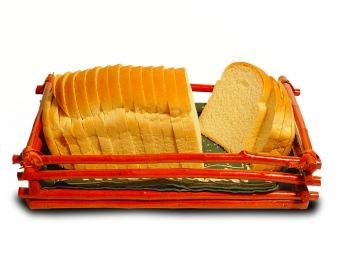
Pan de molde cortado

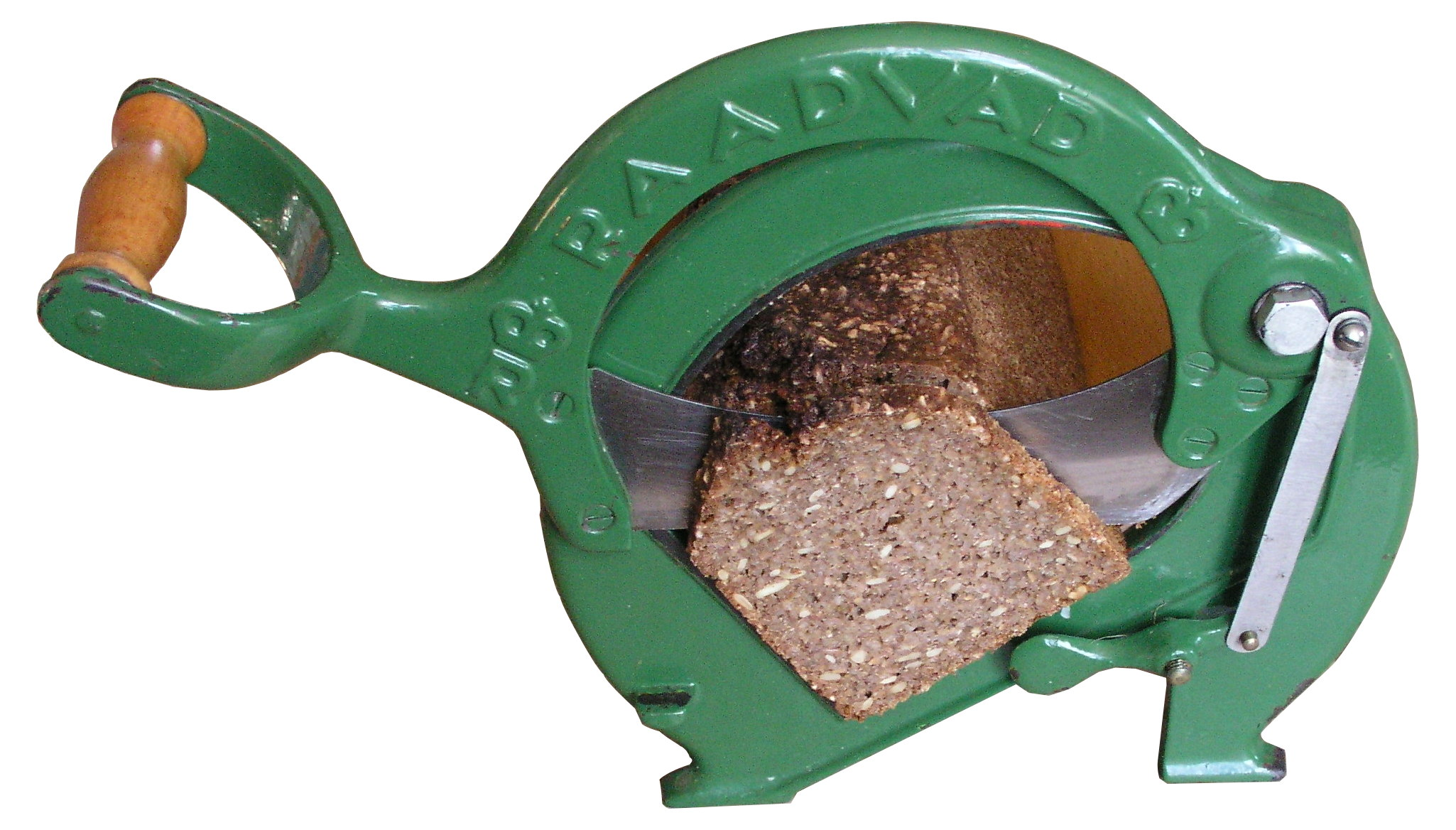
Máquina para cortar pan de molde

El pan de molde es aquel pan cuya masa se enriquece con mantequilla o leche y se hornea dentro de un molde o lata. Gracias a esto, el pan resultante tiene una corteza blanda y dorada, y una miga suave y esponjosa. Se suele vender rebanado, y se utiliza para elaborar sándwiches principalmente.  
Se considera una masa enriquecida porque se le agregan grasas a la masa, bien sea mantequilla o leche (en cuyo caso se denomina «pan lactal»). Además de proporcionar mayor valor nutricional, sabor y textura, la adición de grasas permite que se conserve tierno por más días respecto del pan común. 
Generalmente es un pan blanco, aunque también hay panes de molde integrales, sin corteza, con cereales o frutos secos, de papa, multigrano, negro, de mantequilla, etc. 
Si lo que se le agrega a la harina son huevos enteros, mantequilla o algún tipo de aceite o grasa, azúcar y una pizca de sal, lo que resulta es el llamado bizcocho o bizcochuelo español, una clase de pan dulce de la que hay muchas variedades y se suele emplear, entre otras cosas, para hacer bases de tarta y golosinas como tortas o galletas.

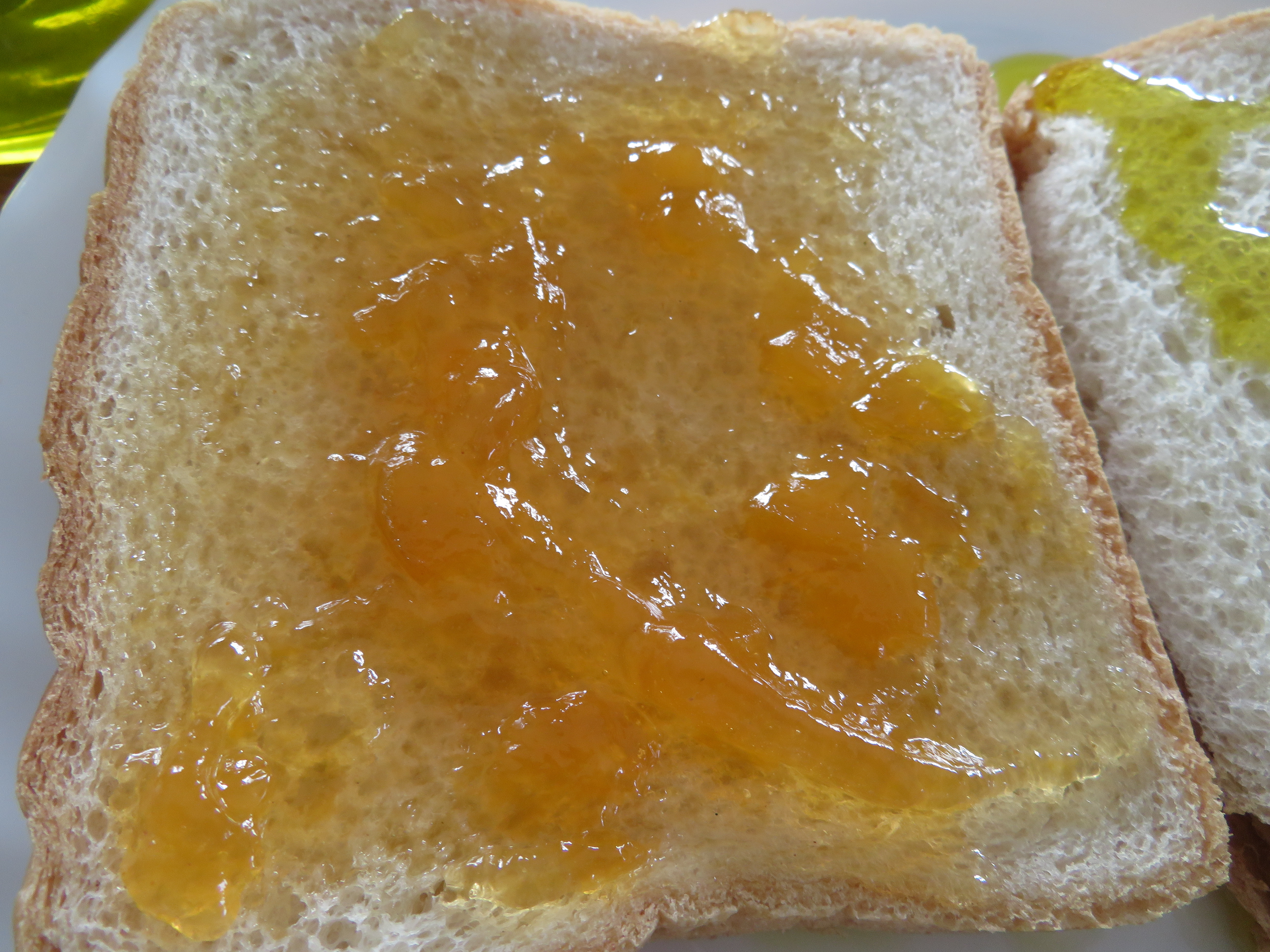
Rebanada de pan de molde untado de mermelada

Se puede comprar en prácticamente todos los supermercados en formato industrial, y también en panaderías donde se elaboran de forma tradicional.

## Nombres
- Pan de molde: en Bolivia, Chile, Cuba,[1] Ecuador, España, Paraguay, Perú, Uruguay
- Pan sándwich o pan de sándwich: en Guatemala, Venezuela
- Pan de caja: en México, El Salvador
- Pan tajado: en Colombia
- Pan lactal: en Argentina y Uruguay.
- Pan americano: en Filipinas[2]
- Pan cuadrado: en Costa Rica

Por vulgarización de marca y metonimia en algunos países también es conocido como «pan Bimbo» (en especial, en España, México y Venezuela).